# جاش ویگینز
جاش ویگینز (انگلیسی: Josh Wiggins؛ زادهٔ ۲ نوامبر ۱۹۹۸) هنرپیشه اهل ایالات متحده آمریکا است. وی از سال ۲۰۱۴ میلادی تاکنون مشغول فعالیت بوده‌است.
از فیلم‌ها یا برنامه‌های تلویزیونی که وی در آن نقش داشته‌است می‌توان به مکس، مردان مجرد و آدم‌های جهنمی اشاره کرد.